# Liste der Bodendenkmale in Nordstrand (Gemeinde)
In der Liste der Bodendenkmale in Nordstrand sind die Bodendenkmale der Gemeinde Nordstrand nach dem Stand der Bodendenkmalliste des Archäologischen Landesamts Schleswig-Holstein von 2016 aufgelistet. Die Baudenkmale sind in der Liste der Kulturdenkmale in Nordstrand (Gemeinde) aufgeführt.
| Denkmal-ID           | Befundart | Bezeichnung                                | Zeitstellung | Lage | Bemerkungen | Bild |
| -------------------- | --------- | ------------------------------------------ | ------------ | ---- | ----------- | ---- |
| aKD-ALSH-Nr. 001 473 | Siedlung  | Warft/Deichsiedlung                        |              |      | Warft       |      |
| aKD-ALSH-Nr. 001 474 | Siedlung  | Warft/Deichsiedlung „Schloßwarft“          |              |      | Warft       |      |
| aKD-ALSH-Nr. 001 475 | Siedlung  | Warft/Deichsiedlung „Kirchwarft Evensbüll“ |              |      | Warft       |      |